# 多基亞鄉 (尼亞姆茨縣)
46°54′N 26°33′E / 46.900°N 26.550°E
多基亞鄉（羅馬尼亞語：Comuna Dochia, Neamț），是羅馬尼亞的鄉份，位於該國東北部，由尼亞姆茨縣負責管轄，面積31平方公里，海拔高度315米，2007年人口2,647，人口密度每平方公里85人。